# Тавадзе Георгій Григорович
Георгій Григорович Тавадзе (нар. 21 червня 1955, Ланчхуті, Грузинська РСР, СРСР) — радянський футболіст, захисник, майстер спорту міжнародного класу (1981).

## Біографія
У першості СРСР почав виступати за «Гурію» (Ланчхуті) з другої ліги в 1973 році. У 1978 році перейшов в «Динамо» (Тбілісі), у складі якого став володарем Кубка кубків 1980/1981 і бронзовим призером чемпіонату СРСР 1981. Закінчив кар'єру гравця в 1983—1984 у «Торпедо» з Кутаїсі.
У сезоні 1997/98 працював тренером з «Гурією» у чемпіонаті Грузії.

## Досягнення
- Володар Кубка кубків (1981).
- Третій призер чемпіонату СРСР (1981).
- У списку 33 кращих футболістів сезону — 1 раз: 1981 (№ 3).